# Sokollu Mehmed Paixà
Sokollu Mehmed Paixà dit «el Llarg» (al-Tawil) (1505 -1579) fou un home d'estat otomà i el més destacat dels grans visirs de l'Imperi Otomà- Exercí el seu càrrec sota tres sultans successius entre 1565 i 1579. Era d'origen sèrbi de la vila de Sokolovići i de la família Sokolović (en turc Sokollu) i per això és anomenat també Mehmed Paša Sokolović. El seu nom de naixement (com a cristià) era Bayo i va estudiar a un monestir (Mileševa) on tenia un oncle monjo.

## Carrera política i militar
Es va fer musulmà adoptant el nom de Muhammad (Mehmed o Mehmet en turc) i va començar la seva carrera ja amb prop de 18 anys per un càrrec menor. Va entrar al palau de Topkapı i va ascendir els diversos escalafons de la jerarquia administrativa. El 1546 fou nomenat Kapudan Paixà en el lloc de Khayr al-Din Barba-rossa amb rang de sandjakbegi; es va destacar com a administrador deixant en canvi les operacions militars a Dragut (Turghud Reis).
El 1549 va succeir com a beglerbeg de Rumèlia a Semiz Ali Pasha que havia estat nomenat governador d'Egipte (1549-1554). Com a beglerbeg va refermar els drets del protegit turc Joan Segimon Zapolya (fill del rei difunt Joan Zapolya) sobre Transsilvània en contra de les pretensions de Ferran d'Habsburg i la traïció del regent Jordi Utješenović conegut com a Martinuzzi favorable a l'emperador austríac (que el va premiar fent-lo nomenar cardenal). Sokollu va iniciar la campanya el 1551 amb les seves forces i les dels sandjaks de Semèndria i Nigbolu, tàtars de Crimea i Dobrudja, i contingents de Moldàvia i Valàquia, i després es va reunir amb altres forces otomanes a Slankemen i va creuar el Danubi el 7 de setembre de 1551 a Petrovaradin, i després el Tisza a Titel, entrant a Transsilvània on va ocupar Bečej (18 de setembre) on la guarnició, que va oposar resistència, fou massacrada; després una dotzena de fortaleses (amb guarnicions de soldats serbis) es van rendir. A Lippa es va trobar amb una guarnició de les forces del general imperial Joan Baptista Castaldo, manada per Petö Janos, que va fugir; llavors va assetjar Temesvar defensada per Esteve Losonczy, però ja prop l'hivern i que Castaldo s'acostava, es va retirar a Belgrad. Ulama Beg, encarregat de la guarnició de Lippa, es va haver de retirar també quan fou atacat per Castaldo; va poder retirar-se mercès a una treva acordada per Martinuzzi al que llavors Castaldo va acusar de doble fidelitat i va fer executar al castell d'Alvincz el 18 de desembre.
Abans de l'inici de la campanya del 1552, l'imperial Miquel Toth es va apoderar per sorpresa de Szeged (nit del 23 al 24 de febrer) i el sandjakbegi Mikhaloghlu Khidir Beg es va fer fort a la ciutadella, demanant ajut per coloms missatgers. Sokollu i altres governadors otomans van decidir ajudar la ciutat i el sandjakbegi de Buda, Ali Pasha, ajudat pel de Semendire, Rustem Pasha, la van reconquerir. Degut a la gravetat de la situació el comandament de la campanya fou concedit a Kara Ahmed Pasha, que com a segon visir, era l'oficial de rang més alt, i Sokollu va tenir una posició subordinada. Temesvar fou conquerida (juliol) junt amb altres places al Banat.
Llavors fou cridat per prendre part a la següent campanya a Pèrsia, que va dirigir personalment el sultà Solimà el Magnífic (1553). El conflicte successori que va acabar amb l'execució del príncep Mustafà, va retardar les operacions; el 1554 les tropes de Sokollu, que formaven l'ala esquerra, van anar d'Erzurum a Nakhitxevan i va participar en les operacions contra fortaleses a Geòrgia. Al final de la campanya fou ascendit a tercer visir entrant al diwan imperial.
L'agost de 1555 fou enviat a la Dobrudja per sufocar una revolta d'un personatge que deia ser el príncep Mustafà, però, abans d'arribar, el sandjakbegi de Nigbolu va capturar al rebel (entregat pel seu propi visir); el va enviar a Sokollu que el va fer penjar. La successió se la disputaven ara dos prínceps: Selim i Baiazet. El 1558 Solimà va enviar a Sokollu a parlar amb Selim, per ordenar-li d'acceptar el govern d'uns sandjaks que se li atorgaven i obeir al pare. Selim va acceptar de passar de Manisa a Kütahya i d'obeir al pare; una filla del príncep es va casar amb Sokollu; en canvi Pertev Pasha, quart visir enviat amb la mateixa missió al príncep Baiazet, va topar amb el refús obstinat d'aquest (no volia deixar Konya per anar a Amasya); Baizet va reunir les seves tropes i va caler que el sultà despatxés tropes a Konya (3000 geníssers) el comandament de les quals va encarregar a Sokollu. La batalla de la plana de Konya el 29 de maig de 1559, va suposar la derrotat de Baiazet. Aquest es va refugiar a Amasya i va fugir tot seguit a Pèrsia. El sultà va enviar al príncep Selim en persecució del seu germà i Sokollu el va acompanyar, arribant fins a Sivas, però sense poder-lo atrapar. Llavors Sokollu va passar l'hivern a Alep vigilant qualsevol possible acció del príncep fugit. El 1560 Sokollu va retornar a Istanbul.
El 10 de juliol de 1561 va morir el gran visir Damat Rüstem Paixà i el va succeir el segon visir Semiz Ali Pasha, passant Sokollu a ser el segon visir, restant uns anys a la cort amb una influència creixent sobre el sultà. El 1561/1562 es va formalitzar el seu matrimoni amb Esmakhan, filla del príncep Selim, després de repudiar a les seves dues dones anteriors. Semiz Ali Pasha va morir el 27 de juny de 1565 i l'endemà Sokollu Mehmed Pasha rebia el segell de gran visir. El setge de Malta es va acabar amb un fracàs i Sokollu va decidir compensar amb un atac a Àustria agafant com excusa els atacs austríacs a algunes fortaleses a Transsilvània i l'impagament d'alguns tributs. Sokollu va insistir que per raons religioses el sultà, que estava força malalt, havia de dirigir la campanya. El sultà però anava en llitera i la direcció efectiva quedava en mans del gran visir.
Durant el setge de Szigetvár, defensada per Miklós Zrínyi, que havia començat el 5 d'agost, va morir el sultà la nit del 6 al 7 de setembre (la fortalesa fou ocupada el dia 8 de setembre de 1566). En aquestes circumstàncies la capacitat de Sokollu es va posar de manifest, no sols en un valor extraordinari en combat, sinó en la seva lucidesa, domini de la situació, eficàcia i imaginació: la mort del sultà fou mantinguda en secret per evitar cap canvi a l'exèrcit assetjant i al mateix temps fou enviat un missatger a alertar al seu sogre el príncep Selim a Kütahya; després de la caiguda de la fortalesa l'exèrcit es va dirigir a Belgrad i mentre es va mantenir la ficció que el sultà continuava viu i donant ordes a l'espera que Selim, que ja s'havia proclamat sultà a Istanbul, agafés les regnes i arribés a Belgrad. Quan això va passar, Selim va refusar tornar-se a proclamar sultà a Belgrad i es va presentar a les tropes a les que va fer el donatiu tradicional. L'exèrcit però, tot i haver estat informat ja abans de la mort del vell Solimà, es va amotinar i Sokollu va salvar la situació forçant a Selim a decretar un augment de sou mentre feia marxar discretament el cadàver del sultà cap a Istanbul. Quan tot l'exèrcit va arribar a Istanbul, el motí es va reproduir a Edirne; les tropes reclamaven l'efectivitat d'algunes promeses; Selim va ser bloquejat i no podia arribar a palau i va haver d'ordenar al gran visir la cessió en totes les peticions de les tropes amotinades.
Confirmat com a gran visir va exercir una influència enorme. El seu poder era considerable; rebia a membres de la seva família que no s'havien convertit a l'islam, a la vista de tothom; alguns parents van rebre alts càrrecs, com el seu cosí Mustafà Paixà (nomenat beglerbeg de Buda), el germà d'aquest, Mehmed (sandjakbeg de Bòsnia 1567-1573 amb alguna interrupció) que després fou gran visir (1604-1606) quan ja era conegut com a Sokolluzade Lala Mehmed Paixà, Rustem Beg (inicialment Ferhab Beg) que fou sandjakbegi de Klis el 1570 (i més tard de Bòsnia), el seu cunyat Kara Sinan Beg (casat amb Shemsa, germana de Sokollu), sandjakbeg de Bòsnia el 1562 i tres vegades d'Hercegovina (1563-1567, 1569 i 1574-1580), i el beglerbegi d'Egipte Hussein Pasha (1573-1575). El seu secretari personal, Feridun, que li havia salvat la vida en el setge de Szigetvár, fou un dels seus homes de màxima confiança.
El 1568 va renovar el tractat de pau amb Àustria (Maximilià I) que encara més tard va renovar altre cop sota el sultà Murat III (Rodolf d'Habsburg). El 1569 va signar unes capitulacions amb França, que semblen ser les primeres, ja que les de 1536 no havien estat mai ratificades. Va donar suport a Polònia a la coronació del successor de Segimon August i a Transsilvània a Esteve Bathory com a voivoda successor de Joan Segimon Zapolya. El sultà d'Atjeh Ala al-Din que des de 1562 demanava ajut a l'imperi contra els portuguesos, va rebre finalment (1568-1569) el reforç d'una esquadra de 19 galeres manades pel kapudan paixà d'Alexandria, Kurtoghlu Khidir, amb forces de terra importants; encara es conserven als Països Baixos cinc canons otomans trobats a Atjeh corresponents a aquest enviament.
El 1569 va planejar obrir un canal entre el riu Don i el Volga per poder fer una expedició a Astracan; el txerkès Kasim Beg fou nomenat beglerbeg de Feodòssia (Kefe) i comandant en cap de la campanya, que tenia com a justificació l'amenaça dels infidels que ocupaven Astracan contra la ruta dels pelegrins de l'Àsia central; el motiu de fons era assegurar el control de Xirvan, Geòrgia i Karabakh per rodejar Pèrsia en vista a futures campanyes; a causa de les dificultats de la feina, del clima, de la distància a la base i dels atacs del príncep rus Serebryanoy (combinats amb la mala voluntat del kan de Crimea Devlet I Giray) va fer fracassar l'operació i el sultà va arruixar al gran visir en públic, però aquest va superar el mal moment. Un altre projecte de canal, el canal de Suez, va quedar només en això, un projecte mai executat.
En l'aspecte militar, durant els seus anys de gran visir entre 1567 i 1579, va fer diverses campanyes encara que no va agafar el comandament. La primera al Iemen el 1570 on el 1566 s'havia revoltat l'imam zaidita Mutahhar i s'havia apoderat de Sanaa on s'havia declarat independent, i havia arrabassat als turcs tot el país excepte alguns punts de la costa. Sokollu va aprofitar l'ocasió per enfrontar a dos dels seus rivals: va donar el comandament de l'exèrcit turc al seu enemic Lala Mustafà Paixà que estava enfrontat amb el beglerbegi d'Egipte l'albanès Koca Sinan Paixà (1567-1568) i el va enviar al Iemen passant per Egipte, on com esperava el beglerbegi li va refusar ajut. Lala Mustafà fou revocat i reenviat a Damasc i Sinan Paixà nomenat comandant (serdar); el 1570-1571 Koca Sinan Paixà va restaurar el domini otomà al Iemen i el 1571 tornava al govern d'Egipte en el lloc de Garkhas Pasha que l'havia exercit entre 1568 i 1571.
L'afer de Xipre presentava altre tipus de complicacions; la conquesta portava a la guerra amb Venècia i Sokollu s'hi oposava perquè suposava que la república s'aliaria amb la corona castellana-aragonesa i amb el Papa, el que els permetria reunir una força naval molt important contra l'Imperi, i en canvi era partidari d'intervenir a Castella en suport dels moriscs revoltats (el 15 d'abril de 1570 va ordenar al beglerbegi d'Alger d'aportar ajut als rebels moriscs). Piyale Pasha, Lala Mustafà Paixà i Josep Nasi en canvi, es pronunciaven per la guerra i van acabar per imposant el seu punt de vista mercès al shaykh al-Islam Ebu Suud, un partidari habitual de Sokollu que aquesta vegada va donar suport als seus rival per mitjà d'una fatwa que justificava la violació del tractat vigent amb Venècia. Com Sokollu havia previst es va formar l'aliança cristiana coneguda com la Santa Aliança. Durant tota la campanya Sokollu va mantenir contacte amb el batlle venecià Marc Antoni Barbaro, del que era amic. Després de la batalla de Lepant va fer construir 150 galeres (hivern de 1571 a 1572) i va entregar al kapudan paixà Kulič Ali, pocs mesos després del desastre, una flota més poderosa que abans. L'illa de Xipre va quedar en mans dels otomans. El 1573 es va ajustar la pau amb Venècia.
Va construir palaus, mesquites i altres edificacions importants la major part de les quals subsisteixen. Va protegir alguns poetes i pintors però no va destacar com un gran mecenes. El 15 de desembre de 1574 va morir Selim II i el gran visir va fer buscar en secret a l'hereu Murat III que estava a Manisa organitzant el relleu sense incidents. El nou sultà va fer el donatiu a les tropes i el mateix Sokollu el va fer a la cavalleria. Murat III el va confirmar com a gran visir.
Entorn de Sokollu es va anar formant un poderós partit que integraven quatre favorits del nou sultà, el kadi al-askar, el cap dels eunucs blancs i les dones de l'harem a començar per la walida (reina mare) Nur Banu i la favorita del sultà Safiya, i Djanfeda (que a la mort de Nur Banu fou la governanta de l'harem). El febrer del 1575 Sokollu va iniciar el conflicte iniciant una investigació sobre un dels favorits; llavors els enemics del gran visir van començar a presentar queixes al sultà i l'investigat va acabar sent ascendit; va seguir una purga dels partidaris de Sokollu entre els quals Feridun que fou enviat al sandjak de Belgrad; alguns foren executats i altres apartats dels càrrecs que ocupaven i desterrats. Sokollu no va poder impedir l'esclat de la guerra amb Pèrsia el 1577; llavors va tornar a seguir la tàctica que havia utilitzat al Iemen: va nomenar comandant (serdar) al seu enemic Lala Mustafà Paixà, però ja els seus enemics ocupaven quasi totes les posicions essencials. En ocasió de l'esclat d'un arsenal a Buda, el seu cosí Sokollu Mustafa Pasha fou acusat de negligència i executat (10 d'octubre de 1578) i el va succeir Uveys Çelebi (el favorit investigat); la mort del seu cunyat Piyale Pasha (casat amb una filla de Selim II) i el mufti Hamud Efendi va erosionar encara més la seva posició; el sultà volia controlar tots els nomenaments i ja no ho delegava en el gran visir com havia fet el seu pare. Però va seguir exercint el càrrec amb normalitat.
El 12 d'octubre de 1579, quan estava reunit amb el diwan al seu palau, fou assassinat (apunyalat) per un visitant vestit com un dervix que va resultar ser un bosnià que segons es va dir oficialment tenia una reclamació personal (la disminució del seu timar); es creu però que l'assassí podia haver actuat en revenja per l'execució del cap de la secta dels hamzevis de Bòsnia, Shaykh Hamza Bali (executat a Istanbul el 1562 per una fatwa d'Ebu Suud, fidel de Sokollu). Fou enterrat al seu mausoleu d'Eyüp.